# Приходько Кирило Михайлович
Кирило Михайлович Приходько (нар. 8 червня 2001) — український легкоатлет, який спеціалізується в бігу на короткі дистанції.
На національних змаганнях представляє Донецьку область.
Тренується під керівництвом Тетяни Серорез.

## Спортивні досягнення
Чемпіон України (2020) та срібний призер чемпіонатів України (2019, 2021) з бігу на 200 метрів у приміщенні.
Бронзовий призер чемпіонату України в приміщенні в естафеті 4×400 метрів (2018).
Рекордсмен України в естафеті 4×100 метрів (2021).
Чемпіон України серед юніорів у бігу на 100 метрів (2020) та 200 метрів (2019, 2020).
Чемпіон України в приміщенні серед юніорів у бігу на 60 метрів (2019), 200 метрів (2020) та в естафеті 4×200 метрів (2020).
Чемпіон України серед юнаків у бігу на 200 метрів (2018).
Чемпіон України в приміщенні серед юнаків у бігу на 60 та 200 метрів (2018).

## Основні міжнародні виступи
| Рік  | Змагання                      | Місто | Місце | Дисципліна | Примітки |
| ---- | ----------------------------- | ----- | ----- | ---------- | -------- |
| 2018 | Чемпіонат Європи серед юнаків | Дьєр  | 1пф6  | 200 м      |          |